# Scáthach

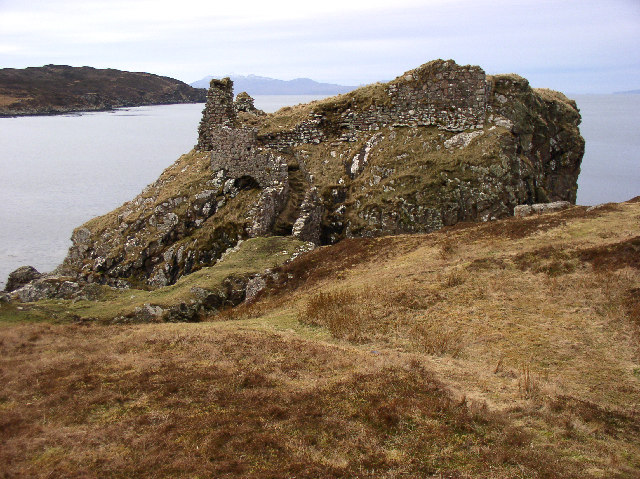
Dún Scáith a Skye.

Scáthach (pronunciació irlandesa: [ˈsˠkaːhəx]) o Sgàthach (gaèlic escocès: Sgàthach an Eilean Sgitheanach) és una figura del cicle de l'Ulster de la mitologia irlandesa. És una dona guerrera escocesa llegendària i professora d'arts marcials que entrena al també llegendari heroi de l'Ulster Cú Chulainn en les arts del combat. Els textos descriuen la seva terra natal com a Alpeach (Escòcia); està especialment associada amb l'illa de Skye, on hi ha la seva residència Dún Scáith ("Fortalesa de les ombres").
Se l'anomena "l'Ombra" i "La donzella guerrera" i és la rival i germana d'Aífe. Totes dues són filles d'Árd-Greimne de Lethra.

## Aparicions
La instrucció de Scáthach al jove heroi Cú Chulainn apareix notablement a Tochmarc Emire (El seguici d'Emer), un primer relat irlandès de la gran epopeia Táin Bó Cúailnge. En aquest text, Cú Chulainn està obligat a realitzar una sèrie de tasques abans de ser digne per a casar-se amb la seva estimada Emer, filla del cap Forgall Monach. El conte sobreviu en dues revisions: una versió breu escrita en irlandès antic i una versió posterior ampliada del període de l'irlandès mitjà. En ambdues revisions, Cú Chulainn és enviat a Alpae, un terme que significa literalment "els Alps", però sembla que s'utilitza aquí per a referir-se a Escòcia. Cú Chulainn hi és enviat amb Lóegaire i Conchobor, i en la versió posterior també amb Conall Cernach, per rebre l'entrenament del guerrer Domnall. L'horrible filla d'aquest s'enamora de l'heroi i, després de ser rebutjada, se'n venja separant-lo dels seus companys mitjançant una il·lusió màgica. Al cap d'un temps, Domnall els assigna a la cura de Scáthach per a una formació posterior.
Cú Chulainn i el seu company Ferdiad viatgen a Dún Scáith, on Scáthach els ensenya gestes d'armes i li dona a Cú Chulainn la seva llança mortal: la Gáe Bulg. Cú Chulainn comença una aventura amb la filla de Scáthach, Uathach, però accidentalment es trenca els dits. Ella crida al seu amant Cochar Croibhe a l'habitació. Malgrat les protestes d'Uathach, desafia a Cú Chulainn a un duel, i Cú Chulainn la guanya fàcilment. Per compensar Uathach i Scáthach, Cú Chulainn assumeix les funcions de Cochar i es converteix en l'amant d'Uathach. Scáthach finalment li promet la seva filla, sense exigir el preu tradicional de la núvia.
Quan la seva rival, la guerrera Aífe, amenaça el seu territori, Cú Chulainn lluita contra Aífe i aconsegueix derrotar-la distreint-la amb mentides. Amb l'espasa a la gola, regateja amb ella que li perdonarà la vida amb les condicions que ella cessi els seus conflictes amb Scáthach, i que li permeti embarassar-la perquè li doni un fill. Aquesta violació deixa a Aífe embarassada del seu fill Connla, a qui Cú Chulainn mata anys més tard, S'adona de qui és Connla després que ell l'hagi matat.